# Paska
Paska é um município da Alemanha localizado no distrito de Saale-Orla, estado de Turíngia.
Pertence ao Verwaltungsgemeinschaft de Ranis-Ziegenrück.